# Synagoga w Dąbrowie Górniczej
Synagoga w Dąbrowie Górniczej – nieistniejąca synagoga, która znajdowała się w Dąbrowie Górniczej na rogu dawnych ulic Okrzei i Szopena. Obecnie w miejscu synagogi stoi blok przy ul. Chopina 32. 
Synagoga została zbudowana w latach 1912–1916 z fundacji lokalnych zamożnych Żydów, którymi byli: Berek Fuks, Alter Futerko, Mordka Lejba Miodownik, Kopl Krzanowski, Mordka Hilel Ferens, Icek Majer Luksburg, Herszek Rajchman oraz Mojżesz Mitelman. 
Podczas II wojny światowej hitlerowcy zdewastowali synagogę. Po zakończeniu wojny synagogę chciała przejąć protestancka społeczność chrześcijańska, z przeznaczeniem na zbór. Ze względu na protesty społeczności żydowskiej budynek nie został im przekazany. Wkrótce władze miejskie zezwoliły na przebudowanie synagogi na warsztat samochodowy. Na początku lat 80. XX wieku budynek został rozebrany.